# Vădeni (okręg Braiła)
Vădeni – wieś w Rumunii, w okręgu Braiła, w gminie Vădeni. W 2011 roku liczyła 2349 mieszkańców.